# Distrito electoral de Arcadia
Arcadia (en inglés: Arcadia Precinct) es un distrito electoral ubicado en el condado de Morgan en el estado estadounidense de Illinois. En el Censo de 2010 tenía una población de 899 habitantes y una densidad poblacional de 8,04 personas por km².

## Geografía
Arcadia se encuentra ubicado en las coordenadas 39°48′47″N 90°16′19″O / 39.81306, -90.27194. Según la Oficina del Censo de los Estados Unidos, Arcadia tiene una superficie total de 111.78 km², de la cual 111.66 km² corresponden a tierra firme y (0.11%) 0.12 km² es agua.

## Demografía
Según el censo de 2010, había 899 personas residiendo en Arcadia. La densidad de población era de 8,04 hab./km². De los 899 habitantes, Arcadia estaba compuesto por el 96.66% blancos, el 1.78% eran afroamericanos, el 0% eran amerindios, el 0.56% eran asiáticos, el 0.22% eran isleños del Pacífico, el 0.56% eran de otras razas y el 0.22% pertenecían a dos o más razas. Del total de la población el 1% eran hispanos o latinos de cualquier raza.